# Macula-oedeem

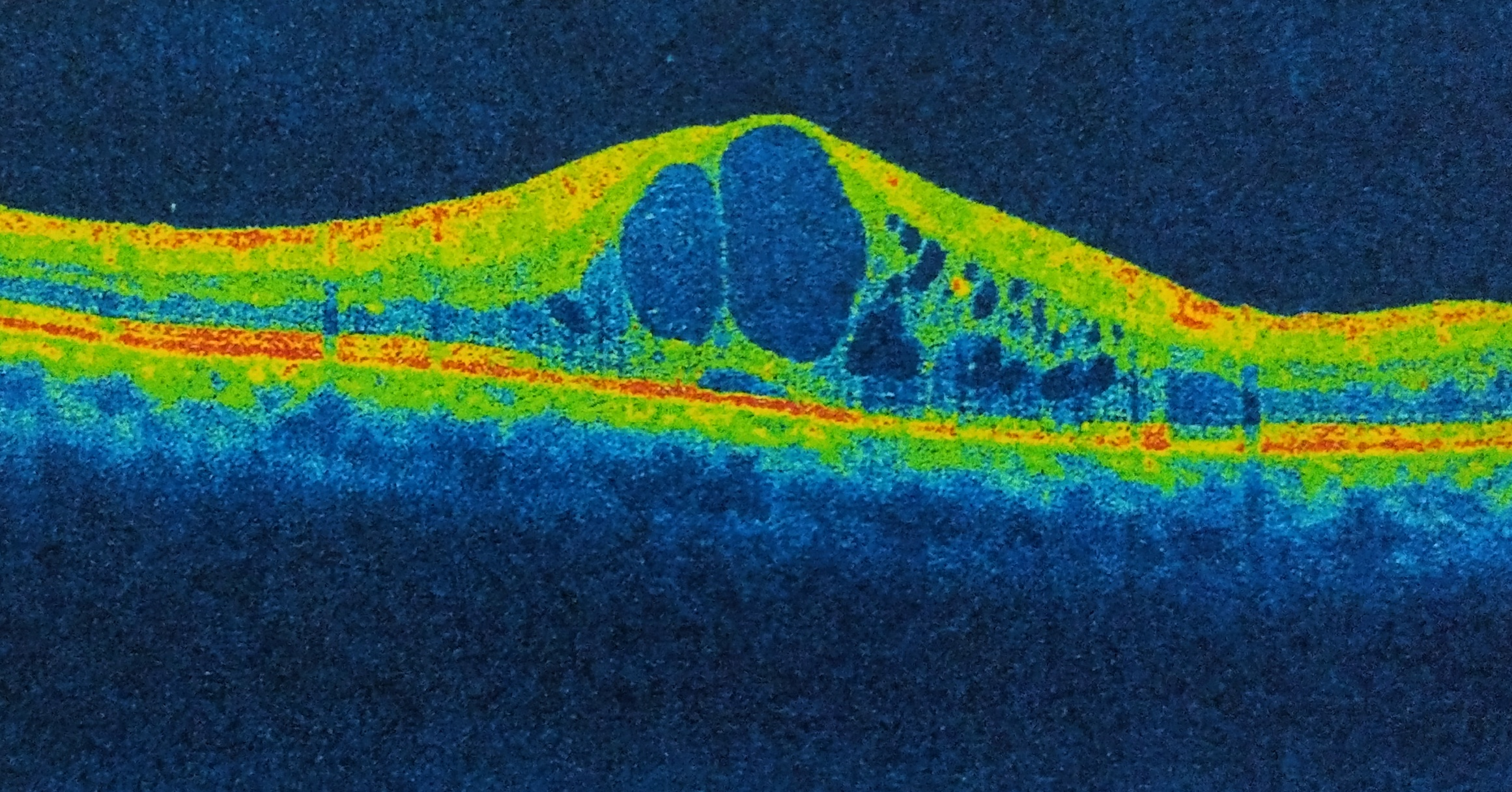
Ophoping van vocht in de macula die hier goed te zien is met behulp van een OCT-scan.

Macula-oedeem  is een ophoping van vocht (oedeem) door een verstoring in de bloed-retinabarrière, waardoor de bloedvaten ongewenst vocht lekken. Normaal gesproken blijft de retina dun en vrij van vocht door de zogenaamde "tight junctions" tussen de cellen in het membraan van Bruch die de bloed-retinabarrière in stand houden. Als het retinale pigmentepitheel door een pathologie een verminderde pompfunctie heeft, kan er vocht in de macula terecht komen.

## Symptomen
De ophoping van vocht heeft een negatieve invloed op het centrale gezichtsveld. Patiënten met deze aandoening zien vaak beeldvertekening van rechte lijnen, metamorfopsie genaamd. Lijnen van bijvoorbeeld stoeptegels, luxaflex of leesregels in de krant lijken opeens scheef te gaan lopen, doordat de lichtgevoelige cellen in de macula verplaatst worden als gevolg van het macula-oedeem.

## Oorzaken
Macula-oedeem kan ontstaan bij verschillende oogaandoeningen en als complicaties bij oogheelkundige operaties. Voorbeelden hiervan zijn:
- Diabetische retinopathie
- Staaroperaties (pseudofaak Irvine–Gass syndroom)
- Uveïtis
- Ooginfarcten